# Michel Cournot
Michel Cournot (1. května 1922, Paříž - 8. února 2007, Paříž) byl francouzský novinář, spisovatel, scenárista a filmový režisér.

## Dílo
- Děti soudního dvora (Les Enfants de la justice), Gallimard, 1959 - rozhlasová hra
  - v roce 1963 byla oceněna v soutěži Prix Italia
  - v roce 1964 hru česky natočil v Československém rozhlasu režisér Josef Henke s Václavem Voskou v hlavní roli.

### Filmografie

#### Režie
- 1968 Modré goloásky (Les gauloises bleues) - drama

#### Scénář
- 1988 Les tisserands du pouvoir - televizní pořad
- 1974 Ursule et Grelu
- 1969 Les gauloises bleues
- 1961 Leon Garros ishchet druga